# Urabiano
Urabiano es un despoblado que actualmente forma parte de los concejos de Apérregui y Luquiano, que está situado en el municipio de Zuya, en la provincia de Álava, País Vasco (España).

## Toponimia
A lo largo de los siglos ha sido conocido con los nombres de Uribiano y Urubiano.

## Historia
Documentado desde el siglo XIII, para 1783 estaba despoblado, subsistiendo su iglesia de Santiago Apóstol hasta mediados del siglo XIX.